# 塞尔格伊·托雷斯
塞尔格伊·托雷斯（西班牙語：Serguey Torres，1987年1月20日—），古巴男子皮划艇运动员。他曾代表古巴参加2008年、2012年、2016年和2020年夏季奥林匹克运动会皮划艇比赛，其中2020年奥运会获得一枚金牌。